# Jan Słabysz
Jan Słabysz (ur. 18 sierpnia 1925 w Misiukowszczyznie k. Grodna, zm. 29 sierpnia 2018) – porucznik Ludowego Wojska Polskiego, uczestnik II wojny światowej, działacz kombatancki.

## Życiorys
W grudniu 1944 roku został wcielony do 1 Armii Wojska Polskiego. Po krótkim przeszkoleniu trafił do 2 pułku ułanów wchodzącego w skład 1 Warszawskiej Samodzielnej Brygady Kawalerii. Brał udział m.in. w walkach o Warszawę, ostatniej szarży kawalerii Wojska Polskiego pod Borujskiem, forsowaniu Odry oraz w walkach o Berlin. Był także członkiem pocztu sztandarowego podczas zaślubin Polski z morzem w dniu 18 marca 1945 roku. Po zakończeniu walk, wraz z pułkiem stacjonował w Trzebiatowie, a następnie w Ciechanowie. Służbę wojskową zakończył w marcu 1947 roku. Osiedlił się w Koszalinie, gdzie pracował w Samopomocy Chłopskiej i w Miejskim Handlu Detalicznym oraz był współwłaścicielem wędzarni ryb w Sławnie, do którego to miasta przeprowadził się w 1985 roku.
Od 1967 roku był członkiem Związku Bojowników o Wolność i Demokrację, a od 1990 roku – Związku Kombatantów RP i Byłych Więźniów Politycznych. W 2000 roku otrzymał awans na podporucznika, a w 2008 roku - na porucznika.

## Odznaczenia
W uznaniu swych zasług został odznaczony Krzyżem Kawalerskim Orderu Odrodzenia Polski (1981), Medalem za Odrę, Nysę, Bałtyk (1945), Medalem za Warszawę 1939–1945 (1946), Medalem „Za udział w walkach o Berlin”, Medalem Zwycięstwa i Wolności 1945, Krzyżem Czynu Frontowego 1. i 2 Armii Wojska Polskiego (2008), Medalami „Pro Patria” (2015) i „Pro Memoria”, Komandorią za Wybitne Zasługi dla Związku Kombatantów RP i Byłych Więźniów Politycznych (2014), Odznaką „Za Zasługi dla Związku Kombatantów RP i Byłych Więźniów Politycznych”, Kombatanckim Krzyżem Zwycięstwa, Medalem „Obrońcy Ojczyzny 1939–1945”, Kombatanckim Krzyżem „Zwycięzcom” 1945 (2011), Odznaką Grunwaldzką (1946) oraz odznaczeniami radzieckimi: Medalem „Za zwycięstwo nad Niemcami w Wielkiej Wojnie Ojczyźnianej 1941–1945” (1946), Medalem „Za wyzwolenie Warszawy” oraz Medalem 70-lecia zwycięstwa w Wielkiej Wojnie Ojczyźnianej 1941-1945.